# Färgdjup
Färgdjup är en definition av hur många bitar som en dator använder för representera färger som visas på en bildskärm. Vanligast förekommande idag är 16 bitar ("high color") och 24 bitar ("true color"), vilket motsvarar ett färgomfång på 65 536 respektive 16 777 216 färgnyanser. Ett annat vanligt angivet färgdjup är 32 bitar, men det är en i allmänhet oegentlig beteckning eftersom antalet möjliga färger som kan visas även i det fallet vanligtvis inte är större än för 24 bitar. De övriga åtta bitarna används antingen inte alls eller används för en alfakanal som beskriver transparens. Det finns dock ett fåtal bildskärmar som kan visa äkta färgnyanser motsvarande 30 bitars färgdjup (deep color), men de är sällsynta. I olika typer av mjukvara är stödet bättre, exempelvis har senare versioner av Adobe Photoshop fullt stöd för 30 bitars färg, och detsamma gäller QuickDraw som ingår i Apples operativsystem Mac OS X.
Äldre maskiner samt små portabla enheter kan vara begränsade till åtta bitars färgdjup, det vill säga 256 färgnyanser. Dessa färger är normalt inte fasta eller förutbestämda, utan väljs vid varje givet tillfälle ut av enheten bland alla de färger som kan representeras av 24 bitars färgdjup. Således kan enheten visa precis vilken färg som helst av de 16 777 216 färgnyanserna även med åtta bitars färgdjup, men den kan inte rita upp fler än 256 av dem samtidigt. Ett sådant urval av 256 färger brukar benämnas palett.
Det finns flera faktorer som begränsar färgdjupet. Dels fysiska förutsättningar hos den bildskärm som används (inte ett problem för moderna persondatorer men väl för mobiltelefoner), men även grafikprocessorns snabbhet samt storleken på grafikminnet. Ju större färgdjup, desto mer data måste grafikprocessorn behandla per tidsenhet och desto mer minne krävs för att kunna lagra hela bilden.

Exempel på en bild presenterad med olika färgdjup
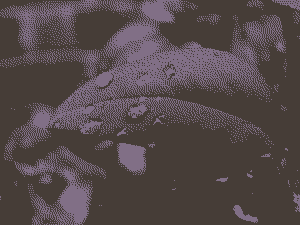
1 bit (2 färgnyanser) med dithering.
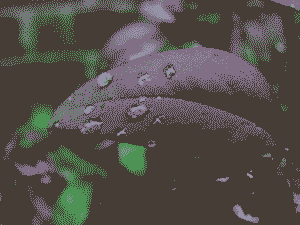
2 bitar (4 färgnyanser).
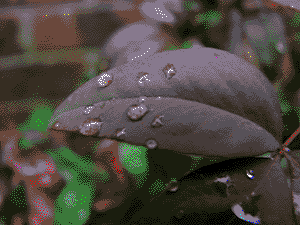
4 bitar (16 färgnyanser).
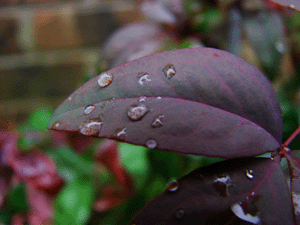
8 bitar (256 färgnyanser).
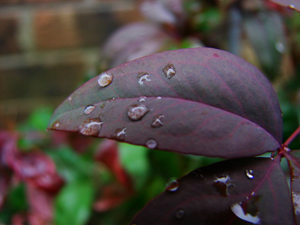
24 bitar (16 777 216 färgnyanser).